# Coalizione semaforo

I colori di un semaforo

Coalizione semaforo (in tedesco: Ampelkoalition) è un termine originario della politica tedesca per descrivere un governo di coalizione composto da Partito Socialdemocratico (SPD), Partito Liberale Democratico (FDP) e Verdi. Deriva dal fatto che i colori tradizionali delle parti, rispettivamente rosso, giallo e verde, ricordano la normale sequenza cromatica di un semaforo (Ampel).
Successivamente, il termine è stato utilizzato per descrivere coalizioni tra socialdemocratici, liberali e verdi, o comunque partiti contraddistinti dai tre colori in questione, in altri Paesi.
| SPD | FDP | Alliance '90/The Greens |

## Ampelkoalitionin Germania
A livello statale, le prime coalizioni semaforiche si sono verificate nel Brandeburgo tra il 1990 e il 1994 e a Brema tra il 1991 e il 1995. I negoziati per formare una tale coalizione alle elezioni statali di Berlino del 2001 non hanno avuto successo, allo stesso modo, i colloqui preliminari dopo che le elezioni statali della Renania del Nord-Westfalia del 2010 non hanno portato a nessun risultato. Una coalizione semaforo è stata formata in Renania-Palatinato a seguito delle elezioni statali del 2016.
A livello federale, tuttavia, fino al 2021 nessun governo è stato formato su questa base. Storicamente, nel Bundestag ci sono state coalizioni "rosso-verdi" tra SPD e Verdi e coalizioni social-liberali tra SPD e FDP. Nonostante il terreno comune sul liberalismo socio-culturale tra i tre partiti, il liberismo del FDP e la lunga associazione a livello federale con la conservatrice Unione Cristiano Democratica (CDU) hanno tradizionalmente reso problematica tale coalizione. L'allora presidente del FDP Guido Westerwelle escluse esplicitamente questa opzione per le elezioni federali del 2009. In seguito alle elezioni federali tedesche del 2021, vi è stata una maggiore speculazione sul potenziale per una coalizione semaforo, poiché i tre partiti insieme avrebbero avuto il numero di seggi sufficiente per formare un governo. Il 24 novembre 2021, i tre partiti hanno annunciato di aver raggiunto un accordo per attuare la coalizione, con il candidato SPD Olaf Scholz destinato a diventare cancelliere. L'8 dicembre 2021, Olaf Scholz viene eletto cancelliere a capo di una coalizione Semaforo formando il governo Scholz.
L'esperienza a livello nazionale della coalizione Semaforo però durerà poco meno di 3 anni, il 7 novembre 2024 l'FDP ha annunciato di ritirare i propri ministri dalla coalizione a seguito del licenziamento del ministro delle finanze Christian Lindner da parte di Scholz scatenando una crisi di governo e portando conseguentemente l'SPD e i Verdi a un governo di minoranza. Il 16 dicembre viene fatto cadere tramite un voto di sfiducia.

## Coalizioni semaforo in altri Stati
In Romania il termine "coalizione semaforo" (in romeno: coaliție semafor) è utilizzato per designare la coalizione di governo altrimenti nota come "Coalizione Nazionale per la Romania" (Coaliția Națională pentru România) costituita dal Partito Social Democratico (PSD), il Partito Nazionale Liberale (PNL) e l'Unione Democratica Magiara di Romania (UDMR/RMDSZ). Dopo la crisi politica del 2021 che mise fine al governo Cîțu, il Parlamento diede la fiducia al governo "semaforo" presieduto da Nicolae Ciucă.